# Джон Воффорд
Джон Воффорд (англ. John Wofford, 11 квітня 1931 — 22 серпня 2021) — американський вершник.
Бронзовий призер Олімпійських Ігор 1952 року в командному триборстві.